# Pernes-lès-Boulogne
Pernes-lès-Boulogne é uma comuna francesa na região administrativa de Altos da França, no departamento de Pas-de-Calais. Estende-se por uma área de 7,76 km². Em 2010 a comuna tinha 444 habitantes (densidade: 57,2 hab./km²).